# El Cuay
El Cuay è un comune (corregimiento) della Repubblica di Panama situato nel distretto di Santa Fé, provincia di Veraguas. Si estende su una superficie di 85,6 km² e conta una popolazione di 1.486 abitanti (censimento 2010).